# Валори, Ги Луи Анри де
Ги Луи Анри де Валори (фр. Guy Louis Henri de Valory или фр. de Valori; 1757—1817) — французский военный деятель, бригадный генерал (1803 год), барон (1808 год), маркиз, участник революционных и наполеоновских войн.

## Биография
Учился в коллеже Ла-Флеш с 1765 по 1772 год, затем в Королевской военной школе Парижа с 8 августа 1772 года. 29 сентября 1775 года он стал вторым лейтенантом в Тюренском полку, а в декабре 1777 года вышел в отставку.
Он возобновил службу 28 сентября 1792 года в качестве командира батальона штаба, и организовал отряд из 3000 человек Национальной гвардии Мёрта, который он привел с 8 пушками к генералу Келлерману, командующему Мозельской армии. 16 августа 1793 года произведён в полковники штаба. Собрал отряд из 4000 человек из Национальной гвардии кантонов Саргемин, Моранж, Фенетранж и Сент-Авольд, с которыми он обеспечил оборону высот Блискастеля 25 сентября 1793 года, где он был ранен осколком в правую ногу. 11 июля 1795 года он был комендантом замка Торо в заливе Морле. 22 августа 1795 года – комендант Гавра. 24 апреля 1796 года возглавил 45-ю временную полубригаду. 1 сентября 1796 года был назначен командиром 12-й полубригады лёгкой пехоты. С 1796 по 1799 год он служил в Итальянской армии и отличился 14 января 1797 года в битве при Риволи, где с небольшим количеством людей из своей полубригады атаковал и отбросил колонну из 2000 австрийцев, тем самым облегчая марш его корпуса к Короне. 26 марта 1799 года он возглавил атаку на термы Бормио в Вальтеллине, захватил их штыками и взял в плен 400 человек. 4 апреля 1799 года он поддержал 4-мя пушками кровопролитное сражение у Тауферса против всей дивизии генерала Беллегарда численностью 10 000 человек. Он удерживал свои позиции в течение трёх часов и отступил в полном порядке, убив 1200 человек противника и ранив большее количество. 11 мая 1799 года по приказу генерала Луазона он атаковал на горе Сенезе шесть венгерских батальонов под командованием принца Рогана, сбил их с позиций, преследовал до ворот Лугано и взял 400 пленных. Венгры, получив подкрепление из четырёх русских батальонов, были вынуждены отступить. Окруженный со всех сторон и подавленный численностью, он сдался с 80 мужчинами, которые сражались с ним до последней крайности.
29 августа 1803 года произведён в бригадные генералы. 21 сентября 1803 года отправился в 13-й военный округ и стал комендантом Нанта. 13 февраля 1805 года он был отстранён от своих обязанностей и переведен в бездействующий после обнаружения нарушений в расходах, не разрешенных уставом, а также ссуды в размере 15 699 франков своему бывшему полку.
Вернулся на службу 11 сентября 1805 года, когда присоединился к Итальянской армии маршала Массена. Командовал 2-й бригадой (60-й и 79-й линейные) пехотной дивизии генерала Молитора, отличился в сражении при Кальдьеро. С июля 1806 года возглавлял драгунскую бригаду, предназначенную для усиления Неаполитанской армии. 4 ноября 1806 года назначен командиром 2-й бригады (56-й линейный) пехотной дивизии генерала Буде. Под командой маршала Брюна сражался при Кольберге и Штральзунде. 17 марта 1808 года получил ренту в размере 10 000 франков с Вестфалии. Участвовал в Австрийской кампании 1809 года в составе 4-го армейского корпуса Армии Германии, сражался при Эсслинге и Ваграме.
С 4 сентября 1809 года занимал пост военного коменданта департамента Морбиан. 12 мая 1813 года возглавил 1-ю бригаду (11-й лёгкий и 2-й линейный полки) 6-й пехотной дивизии генерала Виаля 2-го корпуса маршала Виктора и принял участие в Саксонской кампании, в сражении при Лейпциге был ранен и захвачен в плен. 24 марта 1814 года был освобождён «под слово» и вернулся во Францию. 24 апреля возвратился к исполнению обязанностей коменданта Морбиана. 23 марта 1815 года оставил должность. Во время «Ста дней» присоединился к Императору и 3 мая 1815 года определён в распоряжение генерала Лобердьера и занимался формированием Национальной гвардии 15-го военного округа. 16 июня 1815 года был назначен командиром Национальной гвардии Валансьена. После второй Реставрации вышел 4 сентября 1815 года в отставку. Умер 8 апреля 1817 года в Ване в возрасте 60 лет.

## Воинские звания
- Второй лейтенант (29 сентября 1775 года);
- Командир батальона (28 сентября 1792 года);
- Полковник штаба (16 августа 1793 года);
- Бригадный генерал (29 августа 1803 года).

## Титулы
- Маркиз Валори (фр. marquis de Valory);
- Барон Валори и Империи (фр. baron Valory et de l'Empire; декрет от 19 марта 1808 года, патент подтверждён 2 июля 1808 года, Байонна)[1][2].

## Награды
Легионер ордена Почётного легиона (11 декабря 1803 года)
 Коммандан ордена Почётного легиона (14 июня 1804 года)
 Кавалер ордена Железной короны (2 июля 1809 года)